# Niccolò Brancaleone
Niccolò Brancaleone (Venezia, ... – ...; fl. XV-XVI secolo) è stato un pittore e architetto italiano.

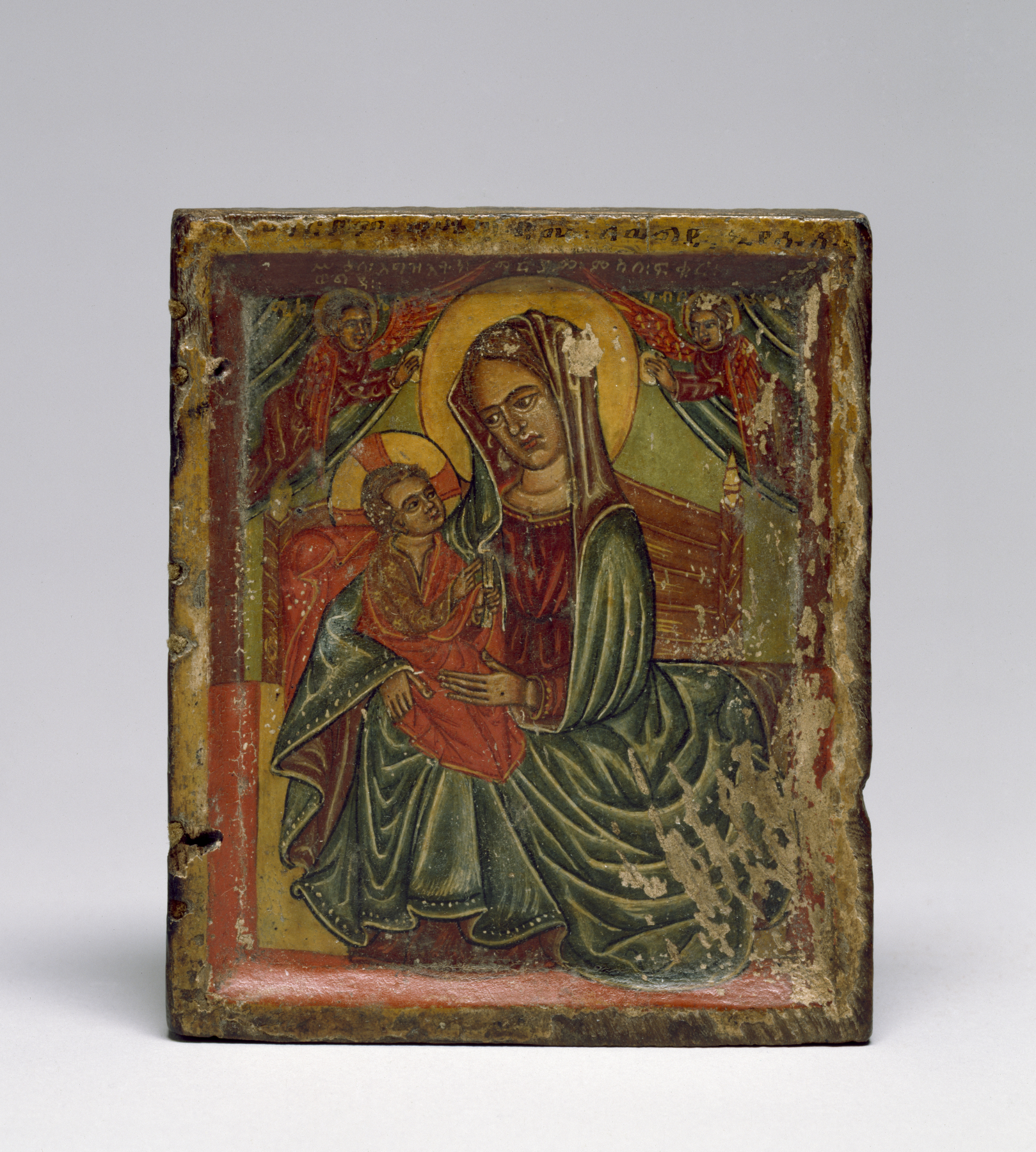
Niccolò Brancaleone, Vergine col Bambino, metà destra di un dittico, 1500, Walters Art Museum, Baltimora

Di origine veneziana, svolse la propria attività pittorica in Etiopia tra il 1480 ed il 1520, dove esercitò grandissima influenza.
Il suo fluido stile rinascimentale infatti influenzò gli artisti tradizionali verso un maggiore naturalismo di facce e corpi nelle scene religiose. Svolse anche l'attività di architetto: gli sono infatti attribuite alcune chiese etiopi.